# Caroline Hériaud
Caroline Hériaud, née le 22 décembre 1996 à Saint-Sébastien-sur-Loire (Loire-Atlantique), est une joueuse de basket-ball française évoluant au poste de meneuse.

## Biographie

### En club
Elle commence le basket-ball à l'âge de 10 ans à Saint Rogatien Nantes puis elle rejoint le club de la Garnache sous la direction de Fodil Benabidi. Durant ses études au STAPS de Nantes, elle passe à Roche Vendée Basket Club alors en Ligue 2, où elle devient professionnelle.
Après sa deuxième année de STAPS, elle bénéficie d'horaires aménagés. Pour sa première saison en ligue féminine, ses statistiques sont de 6,5 points à 41 % de réussite aux tirs, 4 rebonds et 4 passes de moyenne et le club décroche son maintien. Durant la saison LFB 2019, pour sa deuxième saison dans l'élite, le club accroche le cinquième place et se qualifie pour l'Eurocoupe.
Durant l'été 2021, elle quitte son premier club pro de Roche Vendée pour rejoindre Villeneuve-d'Ascq où après dix journées de championnat, elle aligne les meilleurs chiffres de sa carrière et figurait à la deuxième place du classement des meilleures passeuses de LFB (9,6 points, 5,4 passes décisives, 2,0 interceptions par match).
Après son bon début de saison 2022-2023 (7,1 points, 6,3 passes et 2,0 rebonds), elle est prolongée de deux saisons en décembre 2022.

### En sélection nationale
Elle se lance dans le basket-ball à trois en 2015 et remporte deux fois le championnat de France (2015 et 2016) ; puis le championnat du monde universitaire en Chine en 2016 avec Laëtitia Guapo (Roanne, LF2, université de Saint-Étienne), Moina Le Beherec (Tarbes, université de Bordeaux) et Annabelle Caprais (Anglet, université de Bordeaux). Elle s'investit ensuite de plus en plus au sein de cette discipline devenue olympique : « Depuis toute petite, je les regarde [les Jeux olympiques] alors si je peux faire connaître mon sport en ramenant une médaille pour mon pays, cela serait fabuleux. »
Avec Assitan Koné, Marie Mané et Victoria Majekodunmi, elle est membre de la sélection nationale U23 qui remporte les Jeux méditerranéens à Tarragone en juin 2018.
En juillet 2018, elle est même un temps classée meilleure joueuse mondiale de la discipline : « On parle beaucoup du ranking dans le 3x3, surtout depuis que c'est une épreuve olympique et que le ranking est décisif dans la qualification. Je ne sais pas si j'arrive à m'en rendre compte, c'est quand même énorme. C'est une sorte de récompense de toute la passion que j'ai pour le basket parce que c'est beaucoup de matches joués, et plus récemment de titres comme aux Jeux Méditerranéens. Ce dernier titre est vraiment incroyable : taper l'Espagne chez elle contre une équipe qui était la meilleure du tournoi sur le papier ». Elle fait partie de l'équipe nationale féminine 3x3 médaillée d'or aux Jeux européens de 2019 à Minsk.
Partenaire d'entraînement des Bleues, au printemps 2021, elle est présélectionnée en novembre 2021 en équipe de France pour les rencontres qualificatives à l'Euro 2023,. Dans une équipe privée de Duchet, Epoupa et Fauthoux, elle qui n'avait jamais été sélectionnée dans les équipes de France de jeunes en 5x5 se voit d'emblée responsabilisée avec 17 puis 20 minutes jouées et 10 passes décisives sur le cumul des deux rencontres.
Championne de France et finaliste d’EuroLeague contre Fenerbahçe Istanbul en 2024, puis vainqueure de l'Eurocoupe en 2025, elle quitte le Nord à l'été 2025 pour rejoindre CB Islas Canarias et le championnat espagnol.

## Clubs
| Saisons   | Équipe                   | Pays    |
| 2006-2011 | AS Saint-Rogatien Nantes | France  |
| 2011-2015 | Éveil garnachois         | France  |
| 2015-2021 | La Roche VBC             | France  |
| 2021-2025 | ESB Villeneuve-d'Ascq-LM | France  |
| 2025-     | CB Islas Canarias        | Espagne |

## Palmarès

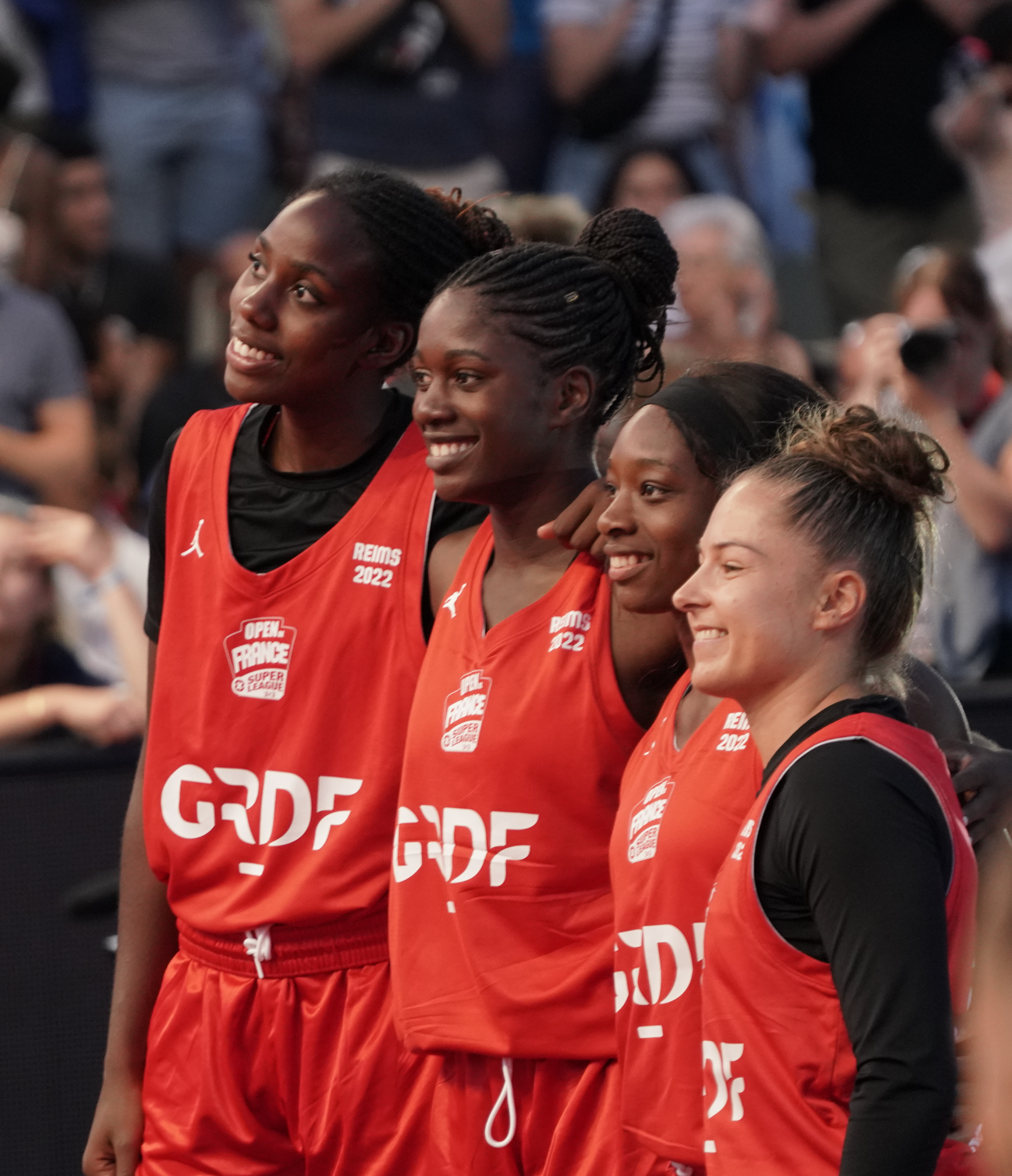
En 2022, équipe de Superleague 3x3.

### Clubs
- Championne de France de LF2 en 2017[1]
- Championne de France LFB 2024 avec Villeneuve-d'Ascq[15]

### Équipes de France 3x3
- Vainqueur des Jeux européens de 2019
- Vainqueur des Jeux méditerranéens de 2018
- Championne du monde universitaires (2016[8])
- Championne de France universitaires (2015, 2016[8])